# 三氯硝基甲烷
三氯硝基甲烷，俗称氯化苦（英語：Chloropicrin），是一种化学式为Cl3CNO2的有机氯化合物。这种高毒性的物质曾被用作代号为PS的化学武器；现在则主要用作熏蒸剂和杀线虫剂。

## 历史

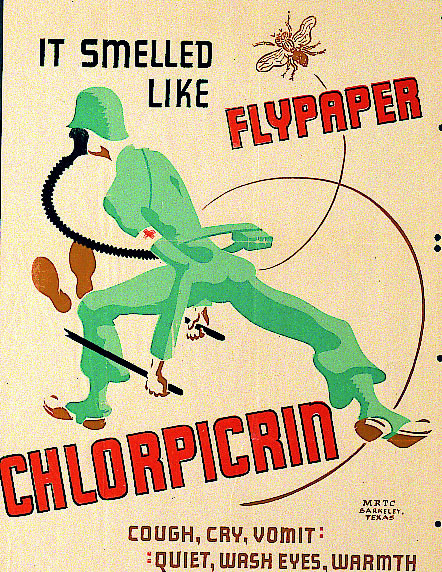
第二次世界大战时美军的海报，中文意思为“氯化苦闻起来像捕蝇纸”，（会导致）“咳嗽、流泪和呕吐”，（中毒后应）“保持安静、冲洗眼睛和注意保暖”

氯化苦最早于1848年由苏格兰化学家约翰·斯登豪斯发现。当时他用氯化剂（可能是次氯酸钙）与苦味酸（Picric acid）反应：
2HOC6H2(NO2)3 + 11Ca(OCl)2 → 6Cl3CNO2 + 3CaCO3 + 3Ca(OH)2 + 2CaCl2
斯登豪斯根据他使用的反应物将合成出来的这种物质命名为“氯化苦”（Chloro-picrin），尽管氯化苦并不是苦味酸的氯化物。
氯化苦在第一次世界大战中曾被使用。在1917年，有报道指德军当时在测试一种新型化学武器，后来人们发现这种化学武器就是氯化苦。虽然毒性不如当时的其他化学武器，但氯化苦是一种能被皮肤吸收的强力催泪剂并能导致中毒者呕吐——这常常使得协约国的士兵不得不脱下防毒面具，暴露在毒气中。这在意大利战役中导致了大量伤亡，尤其是在早期协约国士兵不了解这种毒气的情况下。

## 合成
工业生产氯化苦时采用硝基甲烷与次氯酸钠反应：
H3CNO2 + 3NaOCl → Cl3CNO2 + 3NaOH

## 性质
氯化苦在常温常压下是不溶于水的无色液体，且不与水发生反应。它的蒸汽压是24 mm Hg，挥发性与光气接近，介于光气与芥子气之间。氯化苦能以吸入、进食及经皮肤进入人体。它对眼睛、皮肤和肺部均具有强烈的刺激性：实验证明其刺激性会使人不由自主地闭上眼睛；溅入眼睛之后则会使角膜水肿甚至液化。因此，氯化苦只能以毒气弹的形式用作化学武器。

### 安全性
氯化苦具有高毒性。美国国家职业安全卫生研究所的报告指出：
- 人体无法忍受在15ppm的氯化苦中暴露一分钟以上；而4ppm已足以使人在数秒钟内因眼部及呼吸道刺激而失去行动能力。
- 暴露在0.3-0.37ppm的氯化苦中3至30秒会引起流泪和眼睛疼痛；暴露在15ppm的氯化苦中数秒即导致严重的呼吸道损伤。
- 在119ppm的氯化苦中暴露30min则会因肺水肿而致死。

曾有报道指，27名纤维素工厂的工人，在暴露于高浓度的氯化苦中3分钟后，一直呼吸困难并不断咳嗽，并在3至12小时内均患上了肺炎；病情随即恶化成肺水肿，其中有一名工人因此而死亡。
由于其高稳定性，对氯化苦的防护必须使用高效的吸收剂，如活性炭。

## 用途
氯化苦目前一般作为熏蒸剂用于控制土壤里的害虫，尤其是草莓园。
偶尔它也会被用于毒杀田地里的兔子等脊椎动物。作为熏蒸剂时氯化苦常与其他同类药剂一同使用（如溴甲烷、1,3-二氯丙烯和磺酰氟），以此增强药效及起到警告作用（因其具有强烈刺激性，容易被察觉）。